# Henk Langerak
Henk Langerak (Den Haag, 23 oktober 1944) is een Nederlands journalist. Hij begon zijn loopbaan in 1965 bij het dagblad van Rijn en Gouwe. Na ruim 6 jaar stapte hij over naar Het Centrum in Utrecht. Vervolgens werkte Langerak bijna 35 jaar voor het Algemeen Dagblad, waarvan ruim 25 jaar als mediajournalist. Langerak was jurylid bij het Nationaal Songfestival 1999 en was jurylid en enkele jaren secretaris van de Stichting Nipkow, die jaarlijks de Zilveren Nipkowschijf uitreikt.
Primeurs van Langerak waren de verhuizing van TV10 van Italië naar Luxemburg, het samengaan van John de Mol en Joop van den Ende in Endemol, de komst van BVN en de plannen van het toenmalige ministerie van OCW voor een verplicht basispakket voor de kabelnetten. Hij was de eerste Nederlandse journalist die Oprah Winfrey interviewde. Langerak was correspondent voor de Britse nieuwsbrieven InterSpace (over satelliet-tv) en Cable Europe (kabel-tv).